# Рибопитомнік
Рибопито́мнік (рос. Рыбопитомник) — селище у складі Слободського району Кіровської області, Росія. Входить до складу Ільїнського сільського поселення.
Населення становить 30 осіб (2010, 30 у 2002).
Національний склад станом на 2002 рік — росіяни 86 %.